# Otto von der Gablentz

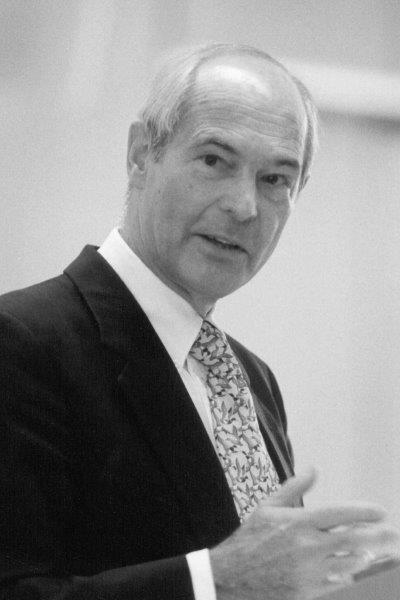
Otto von der Gablentz

Otto Martin von der Gablentz (Berlijn, 9 oktober 1930 – Amsterdam, 13 juli 2007) was een Duitse diplomaat. Hij was onder meer ambassadeur in Nederland, Israël en Rusland.

## Levensloop

### Jeugd en opleiding
Von der Gablentz maakte in zijn geboortestad Berlijn de Tweede Wereldoorlog van nabij mee. Hij was een telg uit een Pruisisch adellijk geslacht, zijn vader Otto Heinrich von der Gablentz was politicoloog en steunde als lid van de Kreisauer Kreis het verzet tegen Hitler.
Hij studeerde rechten, sociologie en politicologie in Berlijn en Freiburg (1948 - 1952), het Europacollege in Brugge (1952/1953), het St. Antony's College van de Universiteit van Oxford (1955) en de Harvard-universiteit (1956/1957). In 1955 en 1956 werkte hij ook als assistent aan het Europacollege waar hij eerder studeerde.

### Diplomatieke dienst
In 1959 kwam hij in dienst bij het West-Duitse ministerie van Buitenlandse Zaken, waarbij verschillende plaatsingen in het buitenland volgden. Van 1961 tot 1964 was hij verbonden aan de West-Duitse ambassade in Australië en van 1973 tot 1978 was hij geplaatst in Londen. Hierna was hij buitenlandadviseur van bondskanselier Helmut Schmidt.
Van 1983 tot 1990 was Von der Gablentz ambassadeur in Nederland. Hij stelde zich tot doel de verhoudingen tussen Nederland en West-Duitsland te verbeteren. Het hielp hem hierbij dat hij binnen korte tijd uitstekend Nederlands sprak. Tijdens zijn ambassadeurschap in Nederland maakte hij kennis met prins Claus, met wie hij bevriend raakte.
Na zijn ambassadeurschap in Nederland was hij van 1990 tot 1993 voor het intussen herenigde Duitsland ambassadeur in Israël, waarna hij van 1993 tot 1995 ambassadeur was in Rusland. In 1995 ging hij met pensioen, waarna hij van 1996 tot 2001 rector werd van het Europacollege, het college waar hij in zijn jeugd studeerde. In 1996 kreeg Von der Gablentz een eredoctoraat van de Universiteit van Amsterdam voor zijn inspanningen voor een betere relatie tussen Duitsland en Nederland.

### Na zijn pensionering
Von der Gablentz vestigde zich na zijn pensionering in Amsterdam. Hij was onder andere voorzitter van het bestuur van het Groninger Museum en lid van de Raad van Toezicht van de Rijksuniversiteit Groningen. Hij werd bij een groot publiek bekend door zijn regelmatige optredens in de media bij discussies over de verhouding tussen Nederland en Duitsland. Von der Gablentz overleed in de zomer van 2007 na een langdurige ziekteperiode op 76-jarige leeftijd. Hij is begraven in Berlijn.

## Otto von der Gablentzprijs
Otto von der Gablentz was naamgever van de 'Otto von der Gablentzprijs'. Deze Nederlandse onderscheiding, die bestaat uit een kunstwerk en een geldbedrag, wordt iedere twee jaar verleend aan een persoon of instelling die zich heeft ingezet voor het bevorderen van de goede betrekkingen tussen Nederland en Duitsland, dan wel voor een verenigd Europa. Het bestuur van de bij deze prijs behorende stichting bestaat uit Jozias van Aartsen, Ton Nijhuis, Renée Jones-Bos, Geert Mak, Beatrice de Graaf, Kees van Paridon en Friso Wielenga.
Winnaars van deze prijs zijn:
- 2017: Johan Simons[5]
- 2014: Ulrich Beck[6]
- 2012: Herman Van Rompuy[7]
- 2009: Rita Süssmuth
- 2009: Geert Mak[8]
- 2007: Mom Wellenstein
- 2003: Wolfgang Clement
- 2001: de Duitse hulpverleners bij de vuurwerkramp in Enschede
- 1998: Rob Meines
- 1994: Tessa de Loo